# Орељија ди Сопра (Болоња)
Орељија ди Сопра (итал. Oreglia di Sopra) је насеље у Италији у округу Болоња, региону Емилија-Ромања.
Према процени из 2011. у насељу је живело 20 становника. Насеље се налази на надморској висини од 418 м.